# تيموثي والتون
تيموثي والتون (1 يونيو 1967 - )  (بالإنجليزية: Timothy Walton)‏ هو لاعب كريكت بريطاني.